# Las que tienen que servir (obra de teatro)
Las que tienen que servir es una obra de teatro del dramaturgo español Alfonso Paso. La obra consta de dos actos, el último con dos cuadros. Se estrenó en Madrid en 1962.

## Argumento
Narra, en tono cómico, las vicisitudes de dos empleadas de servicio doméstico que aspiran a formar su propia familia.

## Estreno
Estrenada en el Teatro Infanta Isabel de Madrid, fueron sus actores principales Concha Velasco, Agustín González, Gracita Morales, Manolo Gómez Bur, Luis Morris, José Blanch, Ricardo Garrido, Porfiria Sanchiz, Kety Ariel, Julia López Moreno y Sergio Mendizábal. La producción fue dirigida por José Luis Sáenz de Heredia.

## Versiones
En 1967 José María Forqué rodó la versión cinematográfica, con una película del mismo título.